# رافائيل سولانو
رافائيل سولانو (بالإسبانية: Rafael Solano)‏ (و. 1923 – م)هو ملحن، ودبلوماسي، وعازف بيانو من جمهورية الدومينيكان .